# قلعه هنجن
قلعه هنجن مربوط به دوره سلجوقیان به بعد است و در شهرستان نطنز، روستای هنجن واقع شده و این اثر در تاریخ ۲۵ اسفند ۱۳۷۹ با شمارهٔ ثبت ۳۴۷۹ به‌عنوان یکی از آثار ملی ایران به ثبت رسیده است.